# Pou de glaç del Solà del Vilar
El Pou de glaç del Solà del Vilar és una obra del municipi de Sallent (Bages) inclosa en l'Inventari del Patrimoni Arquitectònic de Catalunya.

## Descripció
Aquesta construcció està formada per un cilindre cobert amb una cúpula semiesfèrica, tot de pedra i calç. Actualment arrebossada amb ciment a l'interior per guardar-hi aigua. Les obertures són, un forat estret a la part inferior per deixar escórrer l'aigua que es fonia -avui tapat- i una altra a la cúpula per la introducció i l'extracció del glaç.

## Història
Aquest pou estava construït ja en el segle xvii per emmagatzemar glaç i neu, si era possible, pel consum dels habitants de la vila de Sallent. Després de deixar la seva funció fou reutilitzat com a dipòsit d'aigua, que recull d'un font propera.